# Кубок Англії з футболу 1903—1904
Кубок Англії з футболу 1903—1904 — 33-й розіграш найстарішого футбольного турніру у світі, Кубка виклику Футбольної Асоціації, також відомого як Кубок Англії. Вперше титул здобув Манчестер Сіті.

## Попередній раунд
| Дата                   | Господарі         | Рахунок | Гості             |
| ---------------------- | ----------------- | ------- | ----------------- |
| 12 грудня              | Престон Норт-Енд  | 2:1     | Дарвен            |
| 12 грудня              | Редінг            | 1:0     | Гейнсборо Триніті |
| 12 грудня              | Грімсбі Таун      | 2:0     | Барнслі           |
| 12 грудня              | Барслем Порт Вейл | 3:0     | Бертон Юнайтед    |
| 12 грудня              | Стоктон           | 2:1     | Шрусбері Таун     |
| 12 грудня              | Нью Бромптон      | 1:1     | Бристоль Сіті     |
| 16 грудня Перегравання | Бристоль Сіті     | 5:2     | Нью Бромптон      |
| 12 грудня              | Брентфорд         | 1:1     | Плімут Аргайл     |
| 16 грудня Перегравання | Плімут Аргайл     | 4:1     | Брентфорд         |
| 12 грудня              | Бристоль Роверз   | 1:1     | Вулвіч Арсенал    |
| 16 грудня Перегравання | Вулвіч Арсенал    | 1:1     | Бристоль Роверз   |
| 21 грудня Перегравання | Бристоль Роверз   | 0:1     | Вулвіч Арсенал    |
| 12 грудня              | Вест Гем Юнайтед  | 0:1     | Фулгем            |
| 12 грудня              | Манчестер Юнайтед | 1:1     | Смол Хіт          |
| 16 грудня Перегравання | Смол Хіт          | 1:1     | Манчестер Юнайтед |
| 21 грудня Перегравання | Смол Хіт          | 1:1     | Манчестер Юнайтед |
| 11 січня Перегравання  | Манчестер Юнайтед | 3:1     | Смол Хіт          |

## Перший раунд
До першого раунду увійшли переможці попереднього раунду.
| Дата                   | Господарі            | Рахунок | Гості                   |
| ---------------------- | -------------------- | ------- | ----------------------- |
| 6 лютого               | Бристоль Сіті        | 1:3     | Шеффілд Юнайтед         |
| 6 лютого               | Бері                 | 2:1     | Ньюкасл Юнайтед         |
| 6 лютого               | Престон Норт-Енд     | 1:0     | Грімсбі Таун            |
| 6 лютого               | Саутгемптон          | 3:0     | Барслем Порт Вейл       |
| 6 лютого               | Сток                 | 2:3     | Астон Вілла             |
| 6 лютого               | Редінг               | 1:1     | Болтон Вондерерз        |
| 10 лютого Перегравання | Болтон Вондерерз     | 3:2     | Редінг                  |
| 6 лютого               | Ноттс Каунті         | 3:3     | Манчестер Юнайтед       |
| 10 лютого Перегравання | Манчестер Юнайтед    | 2:1     | Ноттс Каунті            |
| 6 лютого               | Блекберн Роверз      | 3:1     | Ліверпуль               |
| 6 лютого               | Евертон              | 1:2     | Тоттенгем Готспур       |
| 6 лютого               | Стоктон              | 1:4     | Вулвергемптон Вондерерз |
| 6 лютого               | Вулвіч Арсенал       | 1:0     | Фулгем                  |
| 6 лютого               | Манчестер Сіті       | 3:2     | Сандерленд              |
| 6 лютого               | Портсмут             | 2:5     | Дербі Каунті            |
| 6 лютого               | Плімут Аргайл        | 2:2     | Венсдей                 |
| 10 лютого Перегравання | Венсдей              | 2:0     | Плімут Аргайл           |
| 6 лютого               | Міллволл             | 0:2     | Мідлсбро                |
| 10 лютого              | Вест-Бромвіч Альбіон | 1:1     | Ноттінгем Форест        |
| 13 лютого Перегравання | Ноттінгем Форест     | 3:1     | Вест-Бромвіч Альбіон    |

## Другий раунд
До другого раунду увійшли переможці першого раунду.
| Дата                   | Господарі               | Рахунок | Гості                   |
| ---------------------- | ----------------------- | ------- | ----------------------- |
| 20 лютого              | Бері                    | 1:2     | Шеффілд Юнайтед         |
| 20 лютого              | Престон Норт-Енд        | 0:3     | Мідлсбро                |
| 20 лютого              | Болтон Вондерерз        | 4:1     | Саутгемптон             |
| 20 лютого              | Дербі Каунті            | 2:2     | Вулвергемптон Вондерерз |
| 24 лютого Перегравання | Вулвергемптон Вондерерз | 2:2     | Дербі Каунті            |
| 29 лютого Перегравання | Дербі Каунті            | 1:0     | Вулвергемптон Вондерерз |
| 20 лютого              | Блекберн Роверз         | 3:1     | Ноттінгем Форест        |
| 20 лютого              | Астон Вілла             | 0:1     | Тоттенгем Готспур       |
| 20 лютого              | Вулвіч Арсенал          | 0:2     | Манчестер Сіті          |
| 20 лютого              | Венсдей                 | 6:0     | Манчестер Юнайтед       |

## Третій раунд
До третього раунду увійшли переможці другого раунду. 
| Дата                   | Господарі         | Рахунок | Гості             |
| ---------------------- | ----------------- | ------- | ----------------- |
| 5 березня              | Тоттенгем Готспур | 1:1     | Венсдей           |
| 9 березня Перегравання | Венсдей           | 2:0     | Тоттенгем Готспур |
| 5 березня              | Манчестер Сіті    | 0:0     | Мідлсбро          |
| 9 березня Перегравання | Мідлсбро          | 1:3     | Манчестер Сіті    |
| 5 березня              | Шеффілд Юнайтед   | 0:2     | Болтон Вондерерз  |
| 5 березня              | Дербі Каунті      | 2:1     | Блекберн Роверз   |

## Півфінали
У півфіналах зіграли команди, що перемогли на попередньому етапі.
| Дата       | Господарі        | Рахунок | Гості        |
| ---------- | ---------------- | ------- | ------------ |
| 19 березня | Манчестер Сіті   | 3:0     | Венсдей      |
| 19 березня | Болтон Вондерерз | 1:0     | Дербі Каунті |

## Фінал
| 23 квітня 1904 |

| Манчестер Сіті | 1:0      | Болтон Вондерерз |
| -------------- | -------- | ---------------- |
| Мередіт 23'    | Протокол |                  |

| Крістал Пелес, Лондон Глядачів: 61 374 Арбітр: А.Дж.Баркер |